# Заблудовская типография

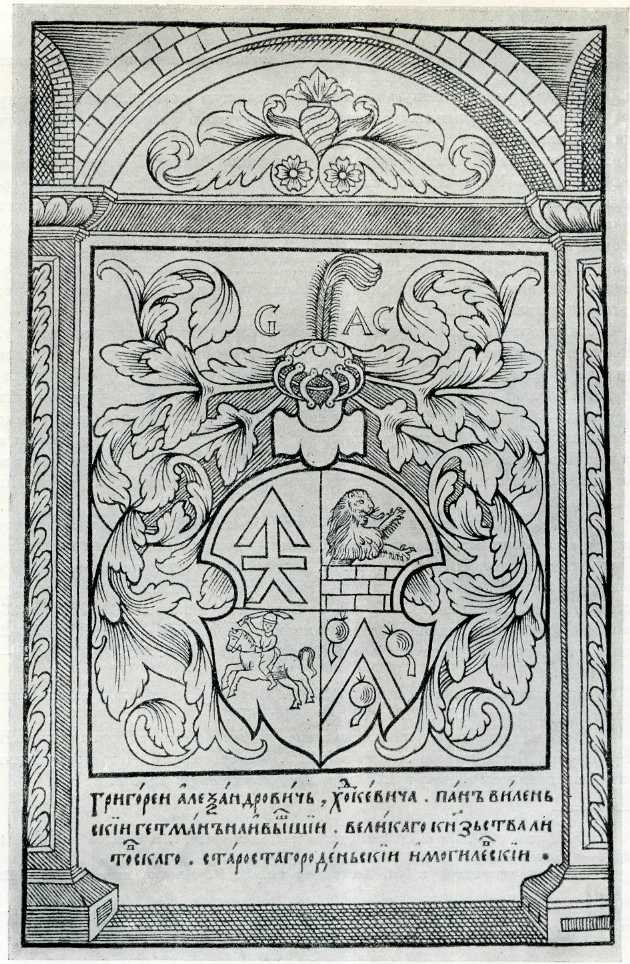
Титульный лист, изданного в Заблудовской типографии, «Учительного евангелия» с гербом Григория Ходкевича.

Заблудовская типография — кириллическая типография, основанная в 1568 году Иваном Фёдоровым и Петром Мстиславцем в Заблудове Гродненского повета Великого княжества Литовского (совр. Польша), по приглашению и на средства великого гетмана литовского Григория Ходкевича.

## История
В 1568—1569 годах в типографии издано «Учительное евангелие» — сборник бесед и поучений из византийской, болгарской и древнерусской литературы. После ухода Петра Мстиславца в Вильно, Иван Федоров издает здесь в 1570 году «Псалтырь с Часословцем». В изданиях заблудовской типографии вместе с московскими печатными материалами используется и новые орнаменты (заставки, концовки, инициалы и др. фигурные ксилографии). По-видимому, в работе типографии принимали участие ученик Фёдорова, Гринь Иванович (впоследствии известный мастер по изготовлению шрифтов) и печатник Василий Гарабурда.
Типография прекратила свою деятельность, в связи с изменившейся при создании Речи Посполитой гражданско-политической ситуации, и болезнью основателя — Ходкевича. Издания заблудовской типографии неоднократно переиздавались в типографиях Гарабурды, Мамоничей, Виленского братства.